# 長身燭光魚
長身燭光鱼（学名：Polyipnus elongatus）为輻鰭魚綱巨口魚目褶胸鱼科的其中一種。分布於西南太平洋區的澳洲海域，為深海魚類，棲息深度可達440公尺，會進行垂直性洄游，體長可達7公分。